# Strålsköldpadda
Strålsköldpaddan (Astrochelys radiata) lever på södra och sydvästra Madagaskar, och har fått sitt namn av mönstret på skölden. Det mest långlivade kräldjur man känner till var en strålsköldpadda som gavs till Tongas kungliga familj omkring år 1777. Den, dog år 1965 och blev alltså 188 år gammal.
Honornas sköld är 24 till 36 cm lång och hannar är med 38 till 40 cm långa sköld större. Hannar blir könsmogna när deras sköld är 26 cm lång. Honor lägger vid upp till tre tillfällen per år upp till fem ägg. Under ett år fortplantar sig 82 procent av alla vuxna honor.
Artens utbredningsområde är uppskattningsvis 10 000 km² stort. Sköldpaddan vistas i regioner med växter av familjen Didiereaceae och av törelsläktet. I områden förekommer oregelbunden regnfall. Strålsköldpaddan äter gräs och frukter av introducerade väster av opuntiasläktet. Den dricker vatten efter regn.
Beståndet hotas av landskapsförändringar. Flera exemplar fångas och säljs som sällskapsdjur. Några individer dödas för köttets skull. IUCN listar arten som akut hotad (CR).